# Уповноважений Президента України у справах кримськотатарського народу
Уповнова́жений Президе́нта Украї́ни у спра́вах кримськотата́рського наро́ду — офіційно вповноважена Президентом України особа, яка здійснює державні повноваження щодо забезпечення додержання конституційних прав кримськотатарського народу як корінного народу України, збереження й розвитку його етнічної, культурної, мовної та релігійної самобутності в складі України.

## Історія

### Під час президентства Петра Порошенка
Посада «Уповноважений Президента України у справах кримськотатарського народу» була запроваджена указом Президента України Петром Порошенком у серпні 2014 року.
Першим на цю посаду був призначений Народний депутат України Мустафа Джемілєв.
У складі Адміністрації Президента України створено відділ забезпечення діяльності Уповноваженого Президента України у справах кримськотатарського народу.
18 травня 2019 року Мустафу Джемілєва звільнено з посади указом Президента України Петра Порошенка.

### Під час президентства Володимира Зеленського
З моменту звільнення Мустафи Джемілєва з посади в травні 2019 року новий уповноважений так і не був призначений, хоча посада не була розформована.
Президент України Володимир Зеленський під час пресмарафону 2019 року казав, що чекає пропозицій від кримських татар щодо кандидатури на посаду уповноваженого у справах кримськотатарського народу. Джемілєв у свою чергу повідомив, що подав кандидатуру голови Меджлісу кримськотатарського народу Рефата Чубарова на цю посаду ще в серпні 2019 року.

## Завдання
Основними завданнями Уповноваженого є:
- моніторинг додержання в Україні конституційних прав кримськотатарського народу та внесення в установленому порядку Президентові України пропозицій щодо припинення порушень таких прав, запобігання спробам їх обмеження;
- участь у підготовці проектів законів, актів Президента України з питань захисту прав кримськотатарського народу, збереження і розвитку його етнічної, культурної, мовної та релігійної самобутності;
- участь у розробленні пропозицій з питань захисту суверенітету і територіальної цілісності України;
- підготовка та організація заходів за участю Президента України, у тому числі міжнародного характеру, з питань забезпечення прав кримськотатарського народу;
- інформування громадськості про здійснення Президентом України повноважень щодо забезпечення додержання конституційних прав кримськотатарського народу як корінного народу України.[1]